# Linasundet

Linasundet är ett sund som utgör en del av Södertäljeviken. Det är beläget omkring 5 km norr om centrala Södertälje. Farledens bredd varierar mellan 50 och 100 meter. Genom sundet går en viktig farled som förbinder Mälaren med Östersjön. Vid sundets västra sida låg fram till 1974 Lina tegelbruk. Kvar vid Linasundet finns Lina gård med anor från 1276 samt Ragnhildsborgs varv (numera Skepparklubben i Södertälje). 
Linasundets norra passage var av strategisk betydelse redan under tidig medeltid. Här låg borgen Telge hus som uppfördes under 1300-talet. År 1999 utfördes en marinarkeologisk undersökning av sjöbottnen runt Slottsholmen. Vid denna upptäcktes rester av en pålspärr i Linasundet samt på Slottholmens insida rester av en hamnanläggning och ett förlist mindre fartyg. En C14-analys av dessa lämningar indikerade en datering till sent 1200- eller tidigt 1300-tal.
| ”Södra Lina Sund” på ett vykort från 1890-talet och Linasundet i juli 2013, vy mot norr |  | ”Södra Lina Sund” på ett vykort från 1890-talet och Linasundet i juli 2013, vy mot norr |
| ”Södra Lina Sund” på ett vykort från 1890-talet och Linasundet i juli 2013, vy mot norr |  |                                                                                         |